# Scatman (Ski-Ba-Bop-Ba-Dop-Bop)
«Scatman (Ski-Ba-Bop-Ba-Dop-Bop)» es un sencillo del rapero estadounidense Scatman John. La canción fue lanzada el 30 de noviembre de 1994 como el primer sencillo de su segundo álbum de estudio, Scatman's World. Las ventas fueron lentas al principio, pero la canción fue recogida por muchas estaciones de radio y, finalmente, se convirtió en un gran éxito internacional, alcanzando el número uno en muchas partes de Europa, e ingresó en las listas musicales de Australia y Japón.

## Lista de canciones
CD maxi
1. «Scatman» (Basic-Radio) – 3:30
2. «Scatman» (Jazz-Level) – 3:41
3. «Scatman» (Second-Level) – 5:40
4. «Scatman» (Third-Level) – 5:46
5. «Scatman» (Game-Over-Jazz) – 5:03

CD maxi 2
1. «Scatman» (New Radio Edit) – 3:21
2. «Scatman» (Pech Remix) – 4:55
3. «Scatman» (Arena di Verona Mix) – 6:04
4. «Scatman» (Extended Radio Version) – 5:11

## Posicionamiento en listas y certificaciones
| Lista (1995)                             | Mejor posición |
| ---------------------------------------- | -------------- |
| Alemania (Media Control AG)              | 2              |
| Australia (ARIA)                         | 8              |
| Austria (Ö3 Austria Top 40)              | 1              |
| Bélgica (Flandes) (Ultratop 50)          | 1              |
| Bélgica (Valonia) (Ultratop 50)          | 1              |
| Canadá (RPM)                             | 84             |
| Dinamarca (Tracklisten)                  | 1              |
| España (AFYVE)                           | 1              |
| Estados Unidos (Billboard Hot 100)       | 60             |
| Estados Unidos (Hot Dance Club Play)     | 10             |
| Estados Unidos (Hot Dance Singles Sales) | 15             |
| Estados Unidos (Rhythmic Top 40)         | 40             |
| Estados Unidos (Top 40 Mainstream)       | 40             |
| Unión Europea (Eurochart Hot 100)        | 1              |
| Finlandia (Suomen virallinen lista)      | 1              |
| Francia (SNEP)                           | 1              |
| Irlanda (IRMA)                           | 1              |
| Japón (Oricon)                           | 36             |
| Noruega (VG-lista)                       | 1              |
| Nueva Zelanda (Recorded Music NZ)        | 39             |
| Países Bajos (Dutch Top 40)              | 2              |
| Reino Unido (UK Singles Chart)           | 3              |
| Suecia (Sverigetopplistan)               | 2              |
| Suiza (Schweizer Hitparade)              | 1              |

| País        | Organismo certificador | Certificación    | Ventas  |
| ----------- | ---------------------- | ---------------- | ------- |
| Alemania    | BVMI                   | Disco de Platino | 500 000 |
| Austria     | IFPI Austria           | Disco de Oro     | 15 000  |
| Francia     | SNEP                   | Disco de Platino | 500 000 |
| Noruega     | IFPI Noruega           | Disco de Oro     | 20 000  |
| Reino Unido | BPI                    | Disco de Plata   | 200 000 |
| Suiza       | IFPI Suiza             | Disco de Oro     | 25 000  |

## Sucesión en listas
| Anterior: «Here Comes the Hotstepper» de Ini Kamoze «Back For Good» de Take That | Eurochart Hot 100 — Sencillo Nro 1 15 de abril de 1995 — 22 de abril de 1995 27 de mayo de 1995 — 17 de junio de 1995 | Siguiente: «Back for Good» de Take That «Scream/Childhood» de Michael Jackson & Janet Jackson |
| Anterior: «You Belong to Me» de JX                                               | Listas musicales de España — Sencillo Nro 1 17 de abril de 1995 — 29 de mayo de 1995                                  | Siguiente: «Scream/Childhood» de Michael Jackson & Janet Jackson                              |
| Anterior: «Conquest of Paradise» de Vangelis                                     | Swiss Singles Chart — Sencillo Nro 1 30 de abril de 1995 — 25 de junio de 1995                                        | Siguiente: Have You Ever Really Loved a Woman?» de Bryan Adams                                |
| Anterior: «Key to My Life» de Boyzone                                            | Irish Singles Chart — Sencillo Nro 1 20 de mayo de 1995 — 27 de mayo de 1995                                          | Siguiente: Hold Me, Thrill Me, Kiss Me, Kill Me » de U2                                       |

## Sampling
En el 2021, los productores musicales Alan Walker y Imanbek samplearon la canción y añadieron nueva letra para su éxito "Sweet Dreams".
En el 2022, Black Eyed Peas samplearon también la canción para su canción "Bailar Contigo" en colaboración con Daddy Yankee, para su álbum Elevation (2022).